# Cape Epic
La Cape Epic, bajo el patrocinio actual de "Absa Cape Epic", es una carrera de ciclismo de montaña por equipos de dos personas que se realiza anualmente en el Cabo Occidental, Sudáfrica. Ha sido acreditada por la Unión Ciclista Internacional. Los equipos tienen que correr juntos durante todo el recorrido de la carrera.
Desde su primera puesta en escena en 2004, la carrera por lo general cubre más de 700 kilómetros (435 millas), y dura ocho días. La Absa Cape Epic atrae a la élite de ciclistas de montaña profesionales de todo el mundo. La carrera también está abierta a los aficionados, que entran en un sorteo para ganar un puesto. La carrera se divide en etapas diarias y se suman todos los tiempos. El curso cambia cada año, pero la carrera siempre ha terminado entre los viñedos del Cabo Occidental. Desde 2007, el punto culminante de la etapa final ha estado en la Lourensford Wine Estate. La Absa Cape Epic, una vez fue descrito por Bart Brentjens, 1996 medallista de oro olímpico en ciclismo de montaña, como el "Tour de Francia de ciclismo de montaña".

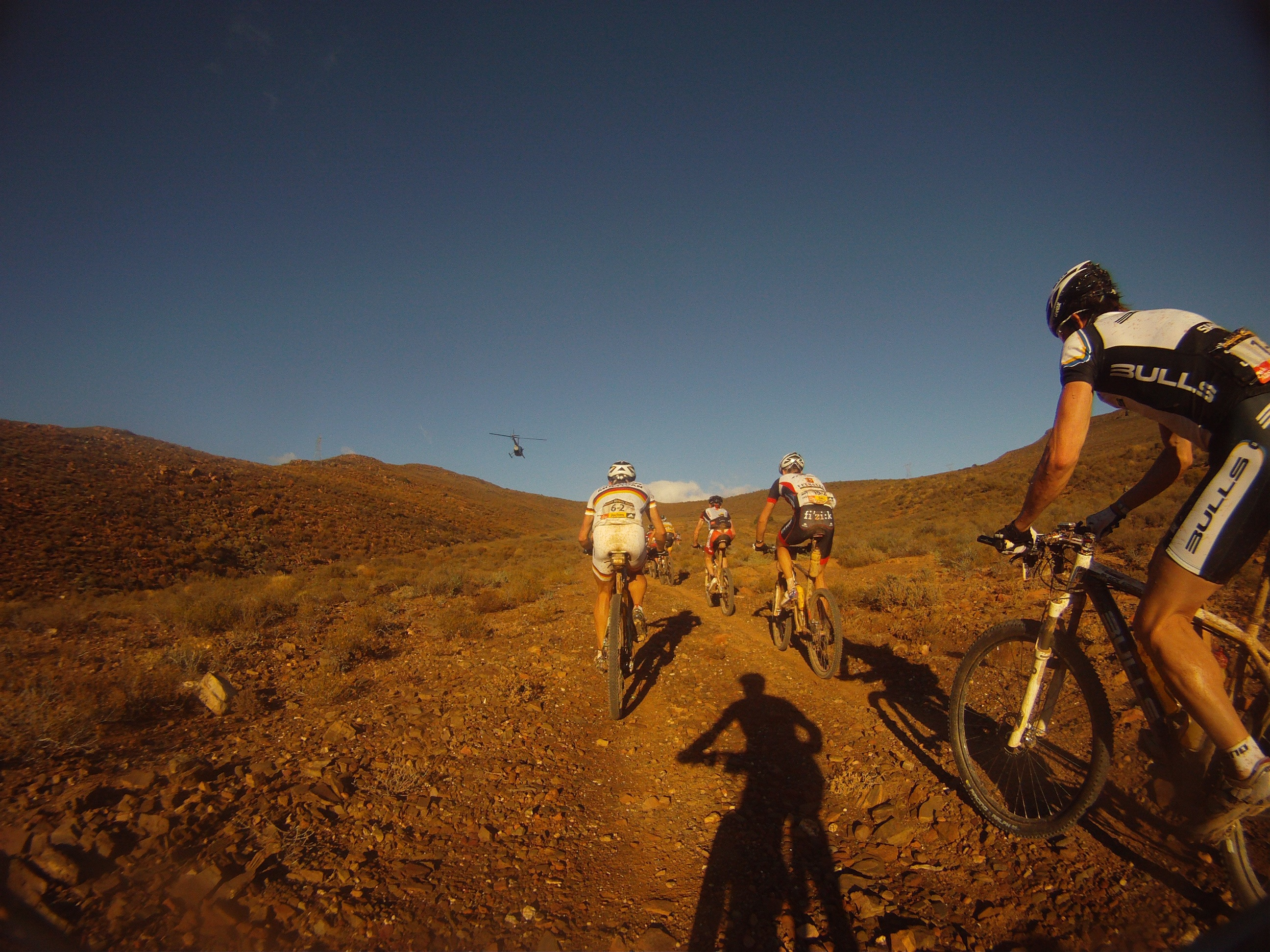
En el transcurso de una etapa en el año 2009

## Ganadores (2004-2013)[2]
| Año  | Categoría     | Equipo                           | Corredor 1         | Corredor 2           |
| ---- | ------------- | -------------------------------- | ------------------ | -------------------- |
| 2004 | Hombres       | Focus/Rocky Mountain             | Mannie Heymans     | Karl Platt           |
| 2004 | Mujeres       | Yellow Jacket                    | Hanlie Booyens     | Sharon Laws          |
| 2004 | Mixto         | HAI-Bike / Scott                 | Kirsten Rösel      | Robert Eder          |
| 2004 | Masters       | Bowmans - Giant                  | Frank Soll         | Duncan English       |
| 2005 | Hombres       | Giant                            | Roel Paulissen     | Bart Brentjens       |
| 2005 | Mujeres       | Fiat/Bianchi/Adidas              | Zoe Frost          | Hannele Steyn-Kotze  |
| 2005 | Mixto         | Team Microsoft                   | Nic White          | Anke Erlank          |
| 2005 | Masters       | Getaway/Mongoos                  | Friedrich Coleske  | Doug Brown           |
| 2006 | Hombres       | Specialized                      | Christoph Sauser   | Silvio Bundi         |
| 2006 | Mujeres       | adidas-Fiat-Rotwild              | Sabine Grona       | Kerstin Brachtendorf |
| 2006 | Mixto         | radys.com                        | Dolores Maechler   | Severin Rupp         |
| 2006 | Masters       | ABSA BUSINESS BANKING SERVICES I | Linus van Onselen  | Geddan Ruddock       |
| 2007 | Hombres       | Team Bulls                       | Karl Platt         | Stefan Sahm          |
| 2007 | Mujeres       | DURAVIT                          | Anke Erlank        | Yolandè De Villiers  |
| 2007 | Mixto         | IMC/Mongoose                     | Yolande Speedy     | Paul Cordes          |
| 2007 | Masters       | Cycle lab                        | Andrew Mclean      | Damian Booth         |
| 2008 | Hombres       | Cannondale Vredestein            | Roel Paulissen     | Jakob Fuglsang       |
| 2008 | Mujeres       | Rocky Mountain                   | Pia Sundstedt      | Alison Sydor         |
| 2008 | Mixto         | Joybike guided by VMT and Maloja | Ivonne Kraft       | Nico Pfitzenmaier    |
| 2008 | Masters       | ABSA Masters                     | Doug Brown         | Barti Bucher         |
| 2009 | Hombres       | Bulls                            | Karl Platt         | Stefan Sahm          |
| 2009 | Mujeres       | Absa Ladies                      | Sharon Laws        | Hanlie Booyens       |
| 2009 | Mixto         | adidas Big Tree                  | Nico Pfitzenmaier  | Alison Sydor         |
| 2009 | Masters       | Absa Masters                     | Doug Brown         | Bärti Bucher         |
| 2010 | Hombres       | Bulls 1                          | Karl Platt         | Stefan Sahm          |
| 2010 | Mujeres       | Rothaus-CUBE                     | Kristine Noergaard | Anna-sofie Noergaard |
| 2010 | Mixto         | MTN Business Quebeka             | Yolande Speedy     | Paul Cordes          |
| 2010 | Masters       | Cyclelab Toyta                   | Shan Wilson        | Andrew Mclean        |
| 2011 | Hombres       | 36ONE-SONGO-SPECIALIZED          | Christoph Sauser   | Burry Stander        |
| 2011 | Mujeres       | USN                              | Sally Bigham       | Karien van Jaarsveld |
| 2011 | Mixto         | Wheeler BiXS                     | Barti Bucher       | Esther Süss          |
| 2011 | Masters       | Juwi                             | Carsten Bresser    | Udo Boelts           |
| 2012 | Hombres       | 36ONE-SONGO-SPECIALIZED          | Christoph Sauser   | Burry Stander        |
| 2012 | Mujeres       | Wheels4Life                      | Sally Bigham       | Esther Süss          |
| 2012 | Mixto         | Contego 28E                      | Erik Kleinhans     | Ariane Kleinhans     |
| 2012 | Masters       | World Bicycle Relief             | Bart Brentjens     | Jan Weevers          |
| 2013 | Hombres       | Burry Stander - SONGO            | Christoph Sauser   | Jaroslav Kulhavý     |
| 2013 | Mujeres       | Energas                          | Yolande Speedy     | Catherine Williamson |
| 2013 | Mixto         | RE:CM                            | Erik Kleinhans     | Ariane Kleinhans     |
| 2013 | Masters       | Bridge                           | Nico Pfitzenmaier  | Abraao Azevedo       |
| 2013 | Grand Masters | Songo.info                       | Bärti Bucher       | Heinz Zoerweg        |